# Mostek (Piecki)
Mostek (deutsch Kleinbrück) ist ein kleiner Ort in der polnischen Woiwodschaft Ermland-Masuren und gehört zur Landgemeinde Piecki (deutsch Peitschendorf) im Powiat Mrągowski (Kreis Sensburg).

## Geographische Lage
Der Weiler (polnisch Osada) Mostek liegt in der südlichen Mitte der Woiwodschaft Ermland-Masuren, 15 Kilometer südöstlich der Kreisstadt Mrągowo (deutsch Sensburg).

## Geschichte
Der seinerzeit Klein Brück genannte Ort wurde 1823 als Erbpachthof gegründet und bestand ursprünglich lediglich aus zwei Gehöften. Bis 1945 war er ein Wohnplatz innerhalb der Gemeinde Kleinort (polnisch Piersławek) im Kreis Sensburg in der preußischen Provinz Ostpreußen.
Als 1945 in Kriegsfolge das gesamte südliche Ostpreußen an Polen überstellt wurde, war auch Kleinbrück davon betroffen. Es erhielt die polnische Namensform „Mostek“ und ist heute ein Ort unmittelbarer Nachbarschaft (polnisch Częśź wsi) des Dorfes Piecki (Peitschendorf) und eine Ortschaft innerhalb der gleichnamigen Landgemeinde im Powiat Mrągowski (Kreis Sensburg).

### Einwohnerzahlen
| Jahr | Anzahl |
| ---- | ------ |
| 1839 | 13     |
| 1871 | 28     |
| 1885 | 17     |
| 1898 | 13     |
| 1905 | 18     |

## Kirche
Bis 1934 gehörte Kleinbrück zur evangelischen Kirche Aweyden, danach zur Peitschendorf in der Kirchenprovinz Ostpreußen der Kirche der Altpreußischen Union, außerdem zur katholischen St.-Adalbert-Kirche in Sensburg im damaligen Bistum Ermland.
Heute ist Mostek in die evangelische Kirchengemeinde Nawiady, einer Filialgemeinde der Pfarrei Mrągowo in der Diözese Masuren der Evangelisch-Augsburgischen Kirche in Polen, eingepfarrt, gleichzeitig auch in die katholische Pfarrei Nawiady im jetzigen Erzbistum Ermland in der polnischen katholischen Kirche.

## Verkehr
Mostek ist von Piecki (Peitschendorf) aus über eine von der Woiwodschaftsstraße 610 abzweigende Nebenstraße auf direktem Wege zu erreichen. Einen Bahnanschluss gibt es nicht.